# روث دادلي إدواردز
روث دادلي إدواردز (ولدت في 24 مايو 1944، في دبلن، أيرلندا) هي مؤرخة أيرلندية، واتحادية أيرلندية، وكاتبة التاريخ والسيرة الذاتية وخيال الجريمة. ومن بين المناصب العديدة التي تشغلها كاتبة عمود في صحيفة الآيرلندية صنداي إندبندنت .

## نبذة عن حياتها
ولدت دودلي إدواردز وترعرعت في دبلن وتلقت تعليمها في جامعة كلية دبلن (UCD)، وكلية جيرتون، وكامبريدج، وكلية ولفسون، كامبريدج. والدها هو المؤرخ الأيرلندي الأستاذ روبرت دادلي إدواردز. شقيقها أوين دادلي إدواردز مؤرخ في جامعة إدنبرة. ماتت أختها ماري. في عام 1965، تزوجت من الصحفي باتريك كوسجريف، خريج كلية دبلن الجامعية. وانفصلا لاحقا.
كانت جدتها، بريدجيت دودلي إدواردز، ناشطة إيرلندية في حق الاقتراع وعضو في منظمة Cumann na mBan ، وهي منظمة نسائية تهدف إلى دعم المتطوعين الأيرلنديين. قام أعضاء Cumann na mBan بجمع المعلومات الاستخبارية، ونقل الأسلحة، وتمريض الرجال الجرحى، وتوفير منازل آمنة، وتقديم الدعم المنظم لرجال الجيش الجمهوري الإيرلندي في السجن. كما عززوا الحضور في التجمعات الانتخابية والجنازات ومسيرات الاحتجاج. في عام 1922 رفضت المنظمة بأغلبية ساحقة المعاهدة الأنجلو إيرلندية.

## العمل
تشمل كتبها غير الخيالية أطلس التاريخ الأيرلندي ، جيمس كونولي ، فيكتور جولانكز: سيرة ذاتية (الفائز بجائزة جيمس تايت بلاك التذكارية)، السعي وراء العقل: الإيكونوميست 1843-1993 ، القبيلة المؤمنة: صورة شخصية حميمة المؤسسات الموالية (المدرجة في القائمة المختصرة للقناة الرابعة / كتاب العام في The House Politico ) والصحفيين: Hugh Cudlipp ، Cecil King and the glory days of Fleet Street . كتابها Patrick Pearse : The Triumph of Failure (الحائزة على جائزة جامعة أيرلندا الوطنية للبحوث التاريخية)، التي نُشرت لأول مرة في عام 1977، وأعيد إصدارها في عام 2006 من قبل المطبعة الأكاديمية الأيرلندية.
في عام 2009 نشرت كتاب ما بعد: تفجيرات الأوماغ وسعي العائلات إلى تحقيق العدالة ، وهو كتاب عن القضية المدنية التي تم كسبها في 8 يونيو 2009 ضد منفذي أوماغ. انتقدت الصحفية البروتستانتية سوزان ماكاي The Faithful Tribe باعتبارها "عاطفيًا وضيقه الأفق"،  لكن كاتب الدولة الجديد ستيفن هاو وصفها بأنها "مثيرة للاهتمام ومنيرة"  ووصفها الصحفي الأيرلندي المستقل جون إيه مورفي على أنها "سهلة القراءة ومسلية وغنية بالمعلومات"، لكنها "[حجتها]" مخادعة للغاية "، واقتبس من شكسبير،" ميث تعتقد ان السيدة تتظاهر كثيرا " (هو سطر من مسرحية هاملت لوليام شكسبير. تحدثت الملكة جيرترود رداً على المبالغة غير الصادقة في تمثيل شخصية في المسرحية داخل مسرحية أنشأها الأمير هاملت لإثبات ذنب عمه في قتل والده، ملك الدنمارك، تستخدم العبارة في الحديث اليومي للإشارة إلى الشك في صدق شخص ما، خاصة فيما يتعلق بحقيقة الإنكار القوي) [بحاجة لمصدر] عندما وصفت إحدى حججها المضادة بأنها" مبالغ فيها ". وأضاف: "تاريخيًا في أيرلندا، كانت" الحريات "البروتستانتية تعني" الامتياز "البروتستانتي، ويشك العديد من البروتستانت (بما في ذلك بعض الأيرلنديين المتحدرين) فيما إذا كان الروم الكاثوليك قادرون دستوريًا على تقدير الحرية أو التمتع بها على الإطلاق، بسبب الاستبداد الروماني وحرفة الكاهن. باختصار، لا تزال الاخويه البرتقالية [بحاجة لمصدر]تعيش طوال الليل في القرنين السابع عشر والثامن عشر: لقد تغيير الكاثوليكي الجنوبي، بغض النظر عن تعصبه السابق ". في عام 2016، نشرت كتاب The Seven: The Lives and Legacies of the Founding Fathers (Oneworld)، وهو إعادة فحص لعيد الفصح، وتناول الأسئلة الأساسية والأساطير المحيطة بقادة عام 1916.
أيضًا كاتبت القصص البوليسية وخيال الجريمة، وتشمل رواياتها: ممرات الموت ، وجرائم يوم القديس فالنتين ، ومدرسة القتل الإنجليزية ، ومقتل الموت بالهراوات، ومقتل الأم في سانت مارثا ، وعشرة اللوردات من الدرجة الأولى ، والقتل في الكاتدرائية ، ونشرها وكن قُتل ، جرائم القتل الأنجلو-إيرلندية ، مذبحة في اللجنة ، قتل الأمريكيين ، وقتل الأباطرة .

## الافكار

### الأتحادية والتوحيد الأيرلندي
صرحت دودلي إدواردز بأنها «ليست من حيث المبدأ ضد الوحدة الأيرلندية».